# LCT

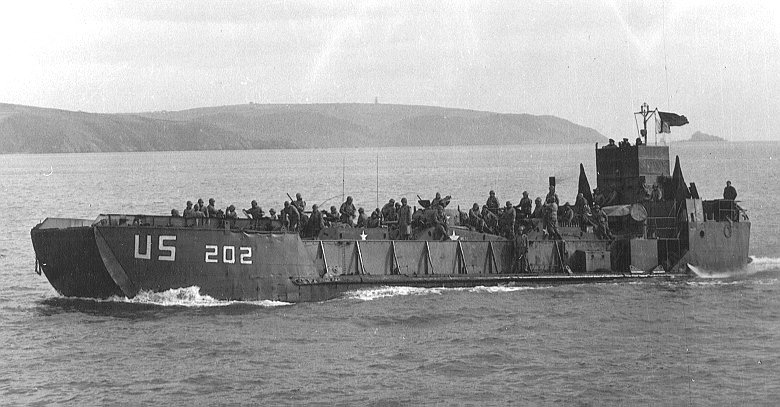
LCT nummer 202 voor de westkust van Engeland in 1944

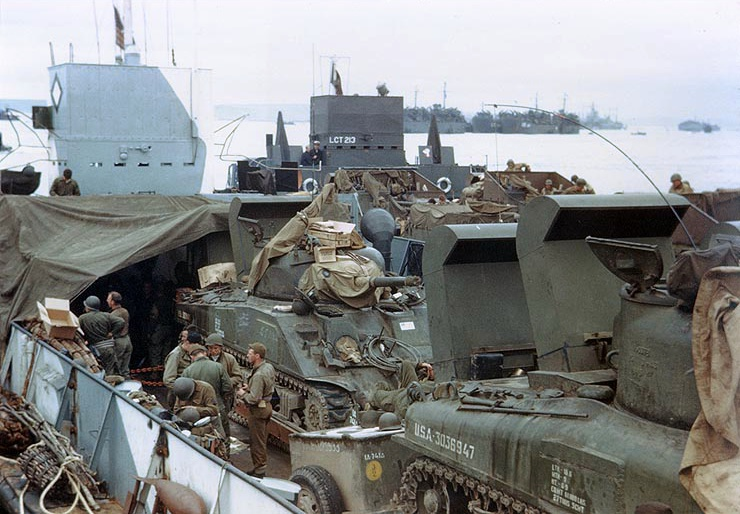
M4 Sherman-tanks geladen in een LCT

De Landing Craft Tank (LCT) was een type landingsvaartuig dat onder andere tijdens de Tweede Wereldoorlog werd ingezet. Deze LCT's werden tijdens elke geallieerde landing gebruikt. Ze werden voor de aanval en landing, geladen vanaf grote troepentransportschip of tevens in de haven.
Deze LCT's waren bedoeld om tanks, jeeps of vrachtwagens te laden via een troepentransportschip, die samen met de aanvalsvloot voor de vijandelijke kusten lagen. Met behulp van verscheidene scheepskranen werden deze landingsboten te water gelaten en daarna geladen, met tanks, of voerden ze zo mee met de landings- en invasievloot, zoals in Normandië. 
De LCT (of LVT (Landing Vessel Tanks) genoemd) was een variatie van het grondmodel van landingsschepen-tanks. Dit zware landingsvaartuig was speciaal gebouwd voor het vervoer en aan land brengen van tanks, hoewel er natuurlijk ook andere voertuigen, voorraden of soldaten mee vervoerd konden worden. Het schip had een 12-koppige bemanning, 2 officieren en 10 matrozen. Ze kon 5 40-tontanks of 10 drietonsvrachtwagens vervoeren. De LCT woog 350 ton en was 57,60 m lang en 9,30 m breed. De snelheid was 10,5 knopen en de bewapening omvatte twee 40-mm Bofors of twee 20-mm Oerlikons. De motoren waren twee 500 pk Paxman-diesels met een actieradius van 1.900 mijl. 
De LCT had vooraan een neerklapbare klep die na de lossing van het materiaal, direct omhoog kon gehesen worden met kettingen, voor de volgende lading bij de schepen. Achteraan was de hoge besturingstoren waar de matroos-stuurman het gevaarte bestuurde naar het strand. Al de andere bemanningsleden en tanksoldaten zaten weggescholen achter de stalen beschermende verschansing. Zodra de lading tanks, vrachtwagens of jeeps van boord waren gereden, sloeg de LCT vol achteruit van het strand weg en keerde onmiddellijk in zee rond, naar de vloot terug.
Na de oorlog werden deze LCT's in de bevrijde landen achtergelaten, waarna ze werden omgebouwd tot verschillende soorten schepen. Voor binnenvaartschepen werd de oorspronkelijke opbouw ontmanteld en kreeg een dicht stuurhuis. Het voormalig legertankruim werd aangepast tot laadruim voor vracht. De voorsteven werd dichtgelast en zodoende fungeerde het binnenschip als een soort duwbak. Nu nog varen er zulke voormalige landingsboten als binnenvaart.